# Kościół Imienia Maryi w Worowie
Kościół Imienia Maryi w Worowie – katolicki kościół filialny zlokalizowany we wsi Worowo w gminie Łobez, w powiecie łobeskim (województwo zachodniopomorskie). Jest filią parafii Świętych Apostołów Piotra i Pawła w Bełcznej.

## Historia i architektura
Kościół został zbudowany w 1707 roku z fundacji Henryka von Borcke. Murowany w konstrukcji ryglowej, sytuowany jest na planie prostokąta, z prostokątną drewnianą wieżą w zachodniej części korpusu nawowego. Górna kondygnacja kościoła oraz wieża wzniesione zostały z drewna. W ścianie zachodniej umieszczony jest portal wejściowy o czworokątnym kształcie. Okna zamknięte są łukiem odcinkowym. W XIX wieku do kościoła dobudowano dwie kaplice, przylegające do północnej i południowej strony nawy. Szczyty kaplic zwieńczone są ozdobnymi gzymsami i oculusami. Nawę, kaplice boczne i wieżę nakrywa dwuspadowy dach. Kościół otoczony jest terenem dawnego cmentarza z kamienno-ceglanym murem.
Wnętrze kościoła nakryte jest drewnianym, belkowanym stropem. Ściany są otynkowane i pobielone. Nad wejściem zachowała się wsparta na filarach empora chórowa. Zachowały się pozostałości po XVIII-wiecznym ołtarzu ambonowym, zabytkowa chrzcielnica i ławki. 
Po II wojnie światowej kościół został konsekrowany jako świątynia katolicka w 1948 roku. W 1997 roku kościół został wyremontowany i częściowo przebudowany.